# Zamek w Zawichoście

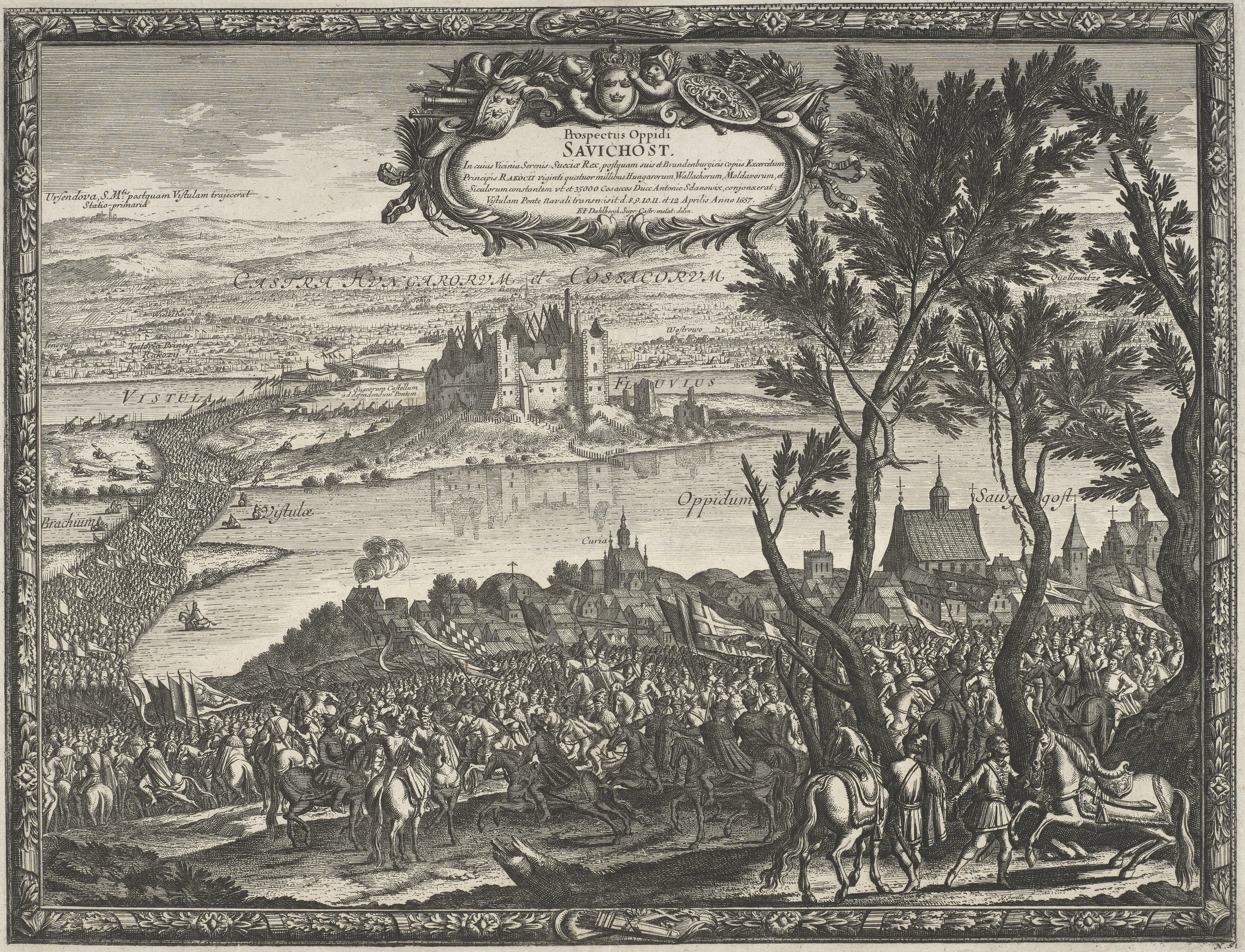
Zamek w Zawichoście na rycinie Erika Dahlbergha

Zamek w Zawichoście – zamek królewski wzniesiony w Zawichoście przez Kazimierza Wielkiego. Nie zachował się do czasów współczesnych.
Zamek królewski położony był w drugiej połowie XVI wieku w powiecie sandomierskim województwa sandomierskiego. 
Był zbudowany z cegły i znajdował się na miejscu dawnego grodu broniącego przeprawy przez Wisłę, otoczony odnogami tej rzeki. Wzniesiono go na planie kwadratu, którego dwa boki tworzone były przez budynki, a pozostałe dwa przez mury. W XV w. na zamku znajdowała się kaplica.
Z dokumentu z 1513 wynika, że zamek funkcjonował i był dobrze uzbrojony. Już jednak z 1564 pochodzi informacja, że zamek, choć nadal zamieszkany, był poważnie zniszczony. W 1657 został spalony przez Szwedów. W 1678 częściowo odbudowany po potopie szwedzkim zamek rozebrano. Jego mury zostały ponoć wykorzystane jako materiał budowlany do budowy kościoła reformatów w Sandomierzu.
W 1813 pozostałości zamku zostały zniszczone przez Wisłę, która zmieniła swój nurt i zalała ruiny. Na początku XX w. przy niskim stanie wód, można było dostrzec jeszcze pozostałości murów.